# Eduard Goecker

Eduard Goecker als Student in Göttingen im Jahr 1867

Eduard Friedrich Theodor Wilhelm Goecker (* 2. Mai 1848 in Holtrup; † 1. Mai 1931 in Gütersloh) war ein deutscher Pfarrer.

## Leben und Wirken

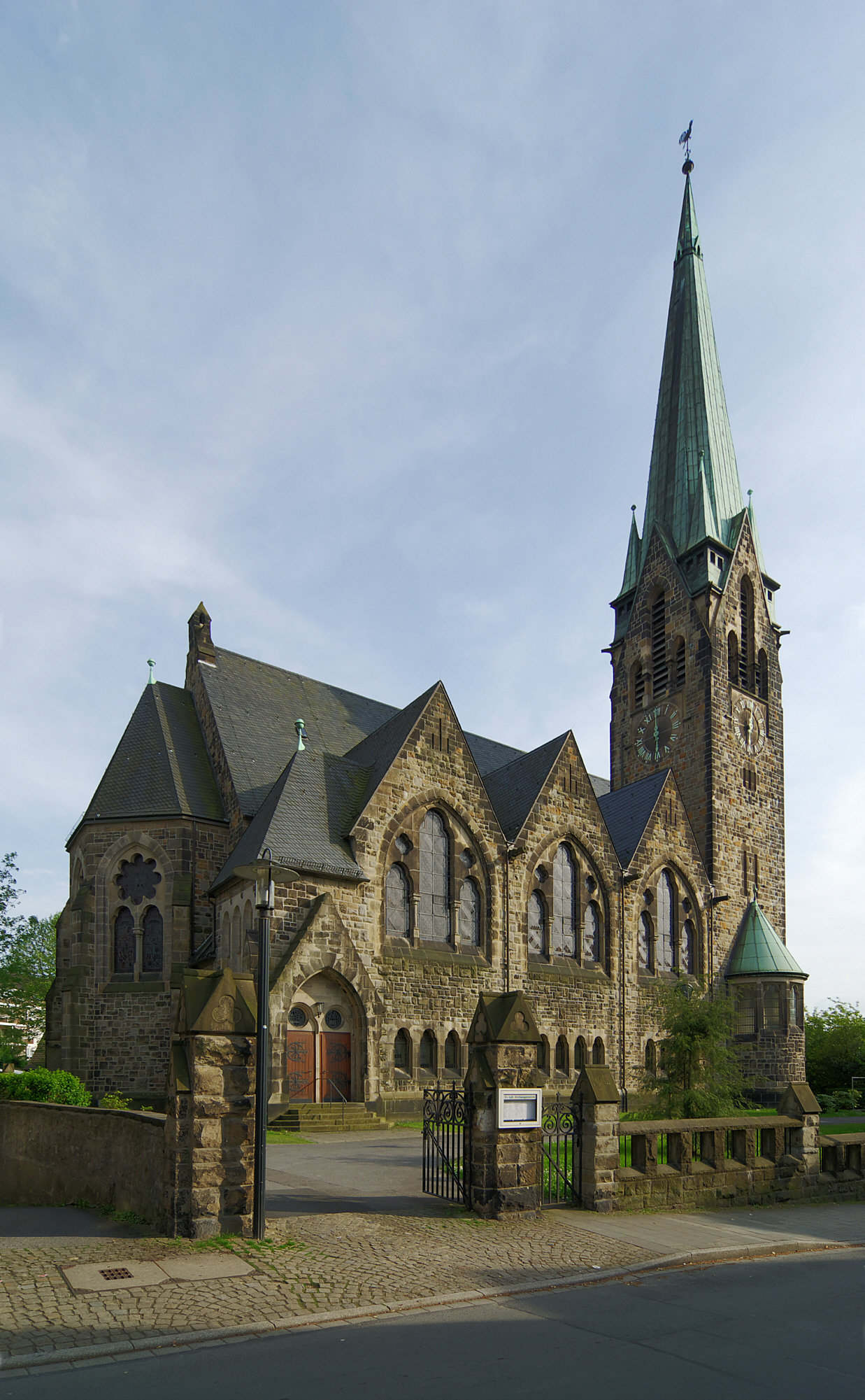
Die unter Eduard Goecker erbaute und 1906 eingeweihte Lutherkirche in Wetter (Ruhr) – Der „Ruhrtaler Dom“

Eduard Goecker wurde 1848 in Holtrup bei Minden als Sohn des dortigen Pfarrers Eduard Goecker (1808–1874) geboren. Nach erstem Unterricht bei seinem Vater besuchte er das Evangelisch Stiftische Gymnasium Gütersloh, wo er 1867 auch die Reifeprüfung ablegte. Danach studierte er an der Georg-August-Universität in Göttingen Theologie. Dort wurde er 1867 Mitglied der Verbindung und späteren Burschenschaft Holzminda. Für den Deutsch-Französischen Krieg unterbrach er 1870 sein Studium und diente als Kriegsfreiwilliger in Minden beim dortigen Infanterie-Regiment Nr. 15, mit welchem er unter anderem an der Belagerung von Metz beteiligt war. Nach dem Krieg absolvierte er die theologischen Prüfungen an der Universität Münster und wurde in Folge Leiter der Rektoratsschule in Lübbecke. Im Sommer 1874 wurde er zum Pfarrer der evangelisch-lutherischen Gemeinde in Wetter an der Ruhr gewählt, wo er 43 Jahre lang bis zu seiner Emeritierung im Jahr 1917 wirkte. Er gründete zahlreiche Vereine und ließ ein neues Gemeindehaus und eine neue Kirche bauen. Nebenbei war er lange Zeit als Kreisschulinspektor tätig.
Ab 1917 verbrachte er seinen Ruhestand in Bielefeld und später in Gütersloh, wo er 1931 starb.

## Ehrungen
- 1906: Roter Adlerorden IV. Klasse